# عصوانية
العَصَوَانِيَّةُ أو طور البكتيرويدات (باللاتينية: Bacteroides) هي جنس من البكتيريا سلبية الغرام اللاهوائية الإجبارية، وهي عصوية غير مكونة للأبواغ الداخلية، وقد تكون قابلة للحركة أو غير قابلة للحركة بحسب النوع.
من أبرز العصوانيات ذات الأهمية السريرية هي العصوانية الهشة (باللاتينية: Bacteroides fragilis).
أما العصوانية الميلانينية (باللاتينية: Bacteroides melaninogenicus) فقد أعيد تصنيفها وقسمت إلى البريفوتيلا الميلانينية (باللاتينية: Prevotella melaninogenica) والبريفوتيلا المتوسطة (باللاتينية: Prevotella intermedia).